# Estrela Vermelha
El Estrela Vermelha es un equipo de Fútbol de Mozambique que juega en la Mocambola 2, la segunda división nacional.

## Historia
Fue fundado el 4 de octubre de 1934 en la capital Maputo con el nombre Clube Desportivo Malhangalene por la calle histórica de la ciudad, y en esos años era un equipo filial del equipo FC Porto de la tierra madre Portugal. Tras la independnecia de Mozambique el club pasa a llamarse Centro Popular de Maputo, el cual utilizó hasta 1978. Fue creado como un equipo multideportivo donde destacan sus secciones de Baloncesto, que fue campeón de Portugal en 1974, y la de hockey sobre hierba que ganó la copa de Portugal en 1964 y ha sido campeón nacional en varias ocasiones.
El 5 de diciembre de 1979 el club es refundado con su nombre actual, y en 1986 el club pierde la final de la Copa de Mozambique ante el Maxaquene por 0-2, pero logra la clasificación a la Recopa Africana 1987, en la que es eliminado en la primera ronda por el Nchanga Rangers FC de Zambia.

## Participación en competiciones de la CAF
| Temporada | Torneo          | Ronda | Club               | Casa | Visita | Global |
| --------- | --------------- | ----- | ------------------ | ---- | ------ | ------ |
| 1987      | Recopa Africana | 1     | Nchanga Rangers FC | 0-1  | 0-3    | 0-4    |